# Pure Data
PureData (zkráceně též PD) je grafický programovací jazyk, který vytvořil Miller Puckette a který je dále vyvíjen komunitou jako open source a je k dispozici k bezplatnému stažení. Jde o jazyk pracující s tokem dat v reálném čase. Tento jazyk se používá především pro generování a zpracování zvuku, případně videa nebo obrazu, zvládne ale i naprosto jiné úkoly včetně komunikování po internetu, nebo například interakcí s fyzickým světem pomocí IO boardu Arduino, proto je oblíben především mezi umělci, ale lze ho použít i pro vědecké účely a na různé simulace, atp.

## Základní principy
Jazyk kombinuje grafické a klasické textové programování. Kód je zároveň uživatelským rozhraním. Většina kódu je tvořená malými obdélníčky, do kterých programátor vepíše instrukce a ty na základě toho změní svoje chování nebo i vzhled. Proto je programování poměrně přehledné a lze se ho snadno naučit za předpokladu, že víme čeho chceme dosáhnout. Programy složené z těchto obdélníčků jsou nazývány "patch" (mn.č. "patche") a na disku jsou uloženy v textové podobě.

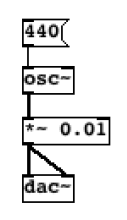
Takto například vypadá patch, který pomocí oscilátoru [osc~ 440] generuje tón se sinusovým průběhem o frekvenci 440 Hz, následně ho zeslabí na 1/100 původní amplitudy [*~ 0.01] a přehrává ho na levém i pravém kanálu výstupu zvukové karty [dac~].

## Max/MSP
Autor taktéž vytvořil komerční verzi jazyka Max/MSP, která PureData v některých ohledech předčí, ale nemá tak silnou komunitu. Většina vylepšení z Max/MSP je později implementována i v PureData.

## Kurzy a Workshopy
Mimo jiné lze také navštívit kurzy PD v laboratoři DigiLab AVU v Praze.

## Další screenshoty

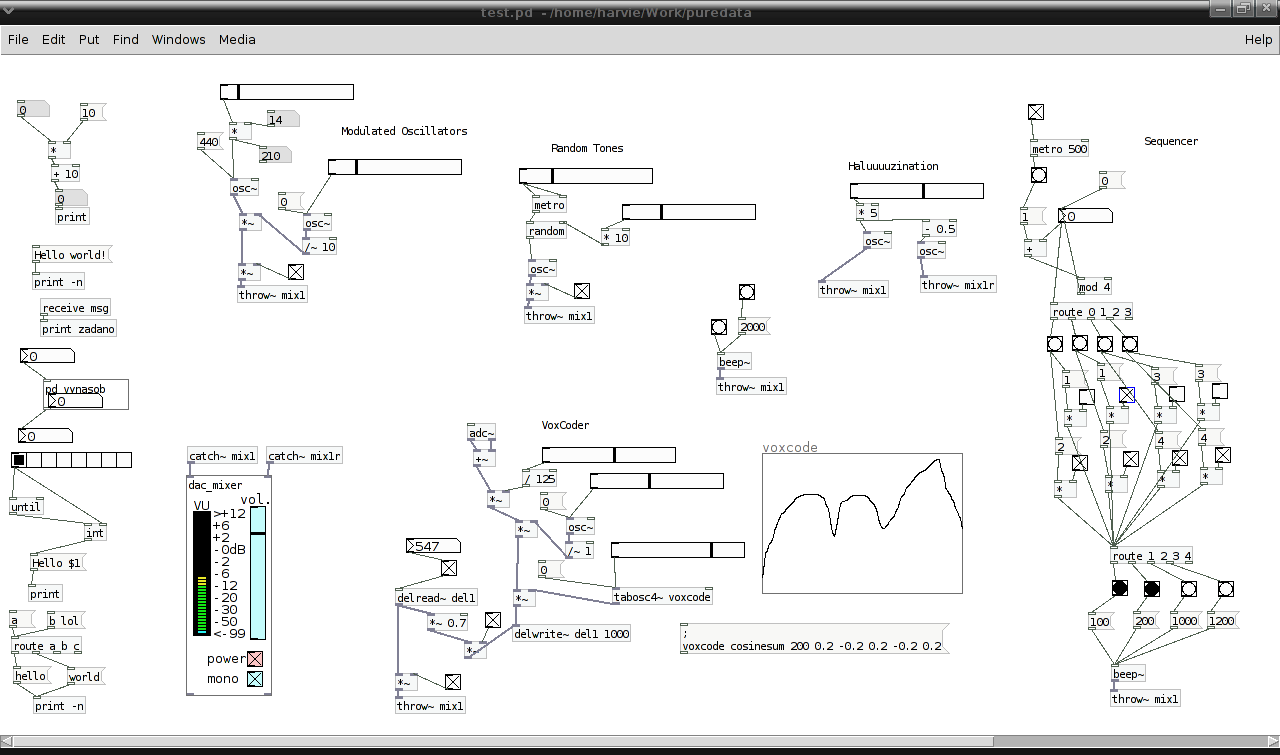
Ukázkový patch vytvořený v jazyce Pure Data. Můžete vidět několik zvukových syntetizérů, voxkodér a jednoduchý sequencer. to vše připojené k ovladači hlasitosti a vu-metru.
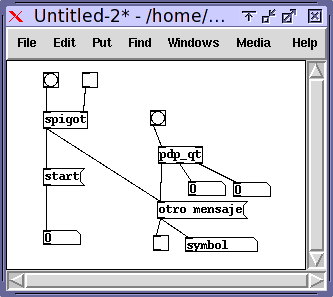
Jen další patch v jazyce Pure Data